# Campeonato Mundial de Basquetebol Feminino de 2010

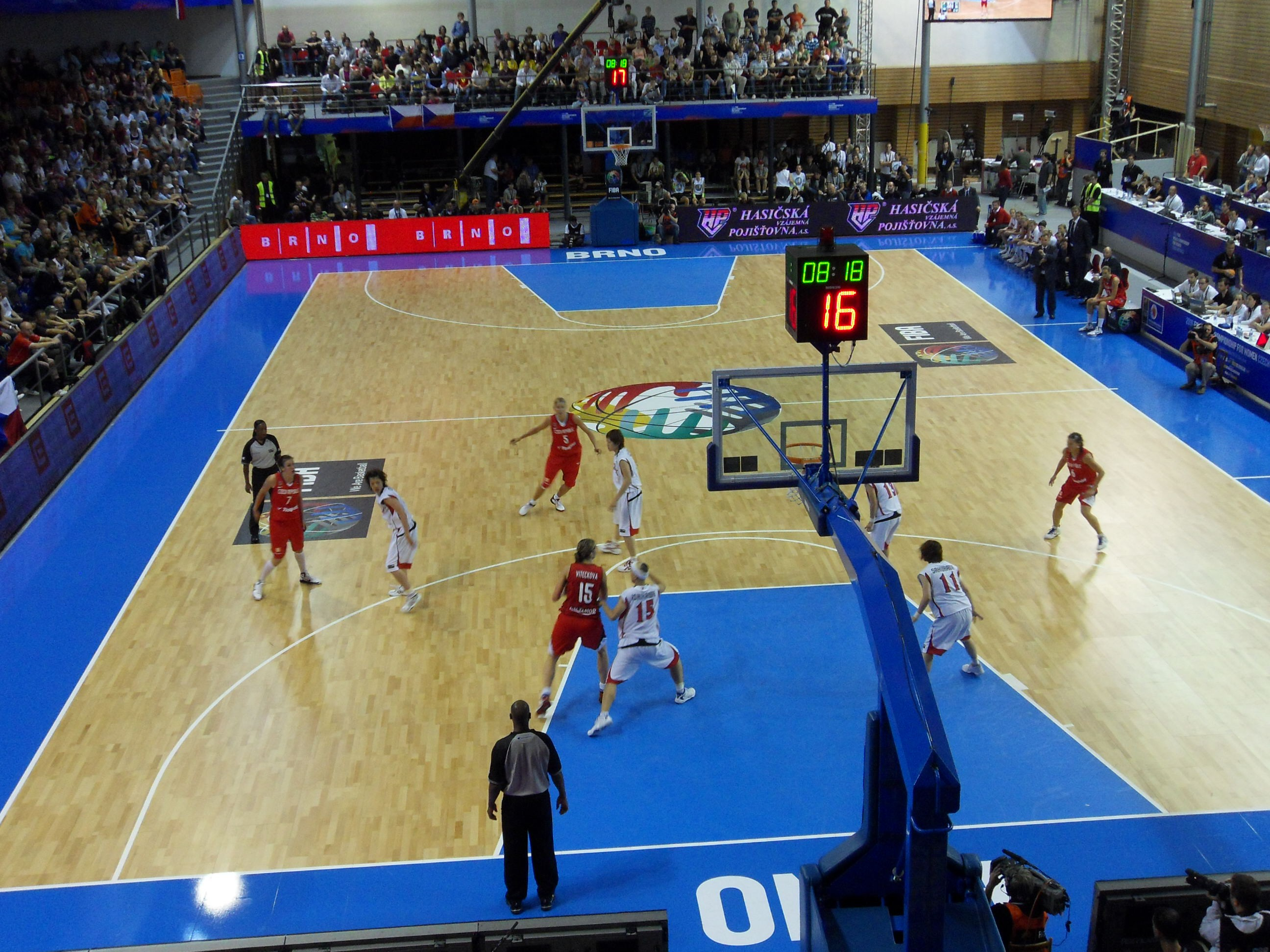
Partida entre Japão e República Tcheca no Campeonato Mundial Feminino da FIBA de 2010, em Brno, República Tcheca

O Campeonato Mundial de Basquetebol Feminino de 2010 será a 15ª edição do Campeonato Mundial de Basquetebol Feminino. Será disputado de 23 de setembro a 3 de outubro na República Tcheca, com Ostrava e Brno escolhidadas como cidades-sede.Será organizado pela Federação Internacional de Basquetebol (FIBA) e pela Federação Tcheca de Basquetebol. Quatro países se candidataram para a competição, mas Austrália, França e Letônia desistiram durante o processo de candidatura.

## Locais
O torneio será realizado em três cidades. A Fase Preliminar e a Segunda Fase serão disputadas em Brno e Ostrava, enquanto a Fase Final será jogada em Karlovy Vary.
| Cidade       | Arena        | Capacidade |
| ------------ | ------------ | ---------- |
| Brno         | Arena Vodova | 5,000      |
| Karlovy Vary | KV Arena     | 6,000      |
| Ostrava      | ČEZ Aréna    | 9,000      |

## Equipes Participantes
FIBA África (2)
- Senegal

- Mali

FIBA Ásia (3)
- China

- Japão

- Coreia do Sul

FIBA Américas (3+1)
- Argentina

- Brasil

- Canadá

- Estados Unidos

FIBA Oceania (1)
- Austrália

FIBA Europa (5+1)
- França

- Rússia

- Espanha

- Bielorrússia

- República Tcheca

## Fase Preliminar
As horas abaixo estão dadas no CEST (UTC+2).

### Grupo A
| Time         | J | V | D | PP  | PC  | SP  | Pts |
| ------------ | - | - | - | --- | --- | --- | --- |
| Austrália    | 3 | 3 | 0 | 246 | 174 | 72  | 6   |
| Bielorrússia | 3 | 2 | 1 | 188 | 189 | -1  | 5   |
| Canadá       | 3 | 1 | 2 | 161 | 194 | -33 | 4   |
| China        | 3 | 0 | 3 | 186 | 224 | -38 | 3   |

| 23 de setembro 13:00 |  | Bielorrússia | 68–54 | China |  | ČEZ Aréna, Ostrava |  |

| 23 de setembro 15:15 |  | Canadá | 45–108 | Austrália |  | ČEZ Aréna, Ostrava |  |

| 24 de setembro 13:00 |  | China | 97–99 | Canadá |  | ČEZ Aréna, Ostrava |  |

| 24 de setembro 15:15 |  | Austrália | 85–46 | Bielorrússia |  | ČEZ Aréna, Ostrava |  |

| 25 de setembro 13:00 |  | China | 78–90 | Austrália |  | ČEZ Aréna, Ostrava |  |

| 25 de setembro 18:00 |  | Canadá | 58–90 | Bielorrússia |  | ČEZ Aréna, Ostrava |  |

### Grupo B
| Time           | J | V | D | PP  | PC  | SP   | Pts |
| -------------- | - | - | - | --- | --- | ---- | --- |
| Estados Unidos | 3 | 3 | 0 | 288 | 185 | 103  | 6   |
| França         | 3 | 2 | 1 | 212 | 181 | 31   | 5   |
|                | 3 | 1 | 2 | 211 | 236 | -25  | 4   |
| Senegal        | 3 | 0 | 3 | 165 | 274 | -109 | 3   |

| 23 de setembro 18:00 |  | Grécia | 73–99 | Estados Unidos |  | ČEZ Aréna, Ostrava |  |

| 23 de setembro 20:15 |  | Senegal | 45–83 | França |  | ČEZ Aréna, Ostrava |  |

| 24 de setembro 18:00 |  | Estados Unidos | 108–52 | Senegal |  | ČEZ Aréna, Ostrava |  |

| 24 de setembro 20:15 |  | França | 69–55 |  |  | ČEZ Aréna, Ostrava |  |

| 25 de setembro 15:15 |  | Estados Unidos | 81–60 | França |  | ČEZ Aréna, Ostrava |  |

| 25 de setembro 20:15 |  | Senegal | 68–83 |  |  | ČEZ Aréna, Ostrava |  |

### Grupo C
| Time          | J | V | D | PP  | PC  | SP  | Pts |
| ------------- | - | - | - | --- | --- | --- | --- |
| Espanha       | 3 | 3 | 0 | 233 | 162 | 71  | 6   |
| Coreia do Sul | 3 | 2 | 1 | 198 | 210 | -12 | 5   |
| Brasil        | 3 | 1 | 2 | 197 | 203 | -6  | 4   |
| Mali          | 3 | 0 | 3 | 175 | 228 | -53 | 3   |

| 23 de setembro 15:15 |  | Coreia do Sul | 61–60 | Brasil |  | Arena Vodova, Brno |  |

| 23 de setembro 20:15 |  | Mali | 73–80 | Espanha |  | Arena Vodova, Brno |  |

| 24 de setembro 15:15 |  | Espanha | 84–69 | Coreia do Sul |  | Arena Vodova, Brno |  |

| 24 de setembro 20:15 |  | Brasil | 80–73 | Mali |  | Arena Vodova, Brno |  |

| 25 de setembro 15:15 |  | Mali | 66–68 | Coreia do Sul |  | Arena Vodova, Brno |  |

| 25 de setembro 18:00 |  | Brasil | 57–69 | Espanha |  | Arena Vodova, Brno |  |

### Grupo D
| Time             | J | V | D | PP  | PC  | SP  | Pts |
| ---------------- | - | - | - | --- | --- | --- | --- |
| Rússia           | 3 | 3 | 0 | 218 | 174 | 44  | 6   |
| República Tcheca | 3 | 2 | 1 | 185 | 168 | 17  | 5   |
| Japão            | 3 | 1 | 2 | 182 | 210 | -28 | 4   |
| Argentina        | 3 | 0 | 3 | 170 | 203 | -33 | 3   |

| 23 de setembro 13:00 |  | Japão | 63–86 | Rússia |  | Arena Vodova, Brno |  |

| 23 de setembro 18:00 |  | República Tcheca | 67–53 | Argentina |  | Arena Vodova, Brno |  |

| 24 de setembro 13:00 |  | Argentina | 58–59 | Japão |  | Arena Vodova, Brno |  |

| 24 de setembro 18:00 |  | Rússia | 52–55 | República Tcheca |  | Arena Vodova, Brno |  |

| 25 de setembro 13:00 |  | Argentina | 59–77 | Rússia |  | Arena Vodova, Brno |  |

| 25 de setembro 20:15 |  | Japão | 60–66 | República Tcheca |  | Arena Vodova, Brno |  |

## Segunda Fase
Nesta fase, as equipes estão em dois grupos, sendo que as equipes classificadas de um grupo jogam contra as classificadas de outro grupo. Elas levam o resultado da fase anterior, excluíndo-se o jogo contra as equipes eliminadas em seus grupos da primeira fase. Classificam-se as quatro melhores equipes para as quartas de final.

### Grupo E
| Time           | J | V | D | PP  | PC  | SP  | Pts |
| -------------- | - | - | - | --- | --- | --- | --- |
| Estados Unidos | 5 | 5 | 0 | 482 | 292 | 190 | 10  |
| Austrália      | 5 | 5 | 0 | 401 | 280 | 121 | 10  |
| França         | 5 | 3 | 2 | 322 | 291 | 31  | 8   |
|                | 5 | 2 | 3 | 322 | 381 | -59 | 7   |
| Bielorrússia   | 5 | 2 | 3 | 297 | 354 | -57 | 7   |
| Canadá         | 5 | 1 | 4 | 259 | 338 | -79 | 6   |

| 27 de setembro |  | Grécia | 54–93 | Austrália |  | ČEZ Aréna, Ostrava |  |

| 27 de setembro |  | França | 58–48 | Bielorrússia |  | ČEZ Aréna, Ostrava |  |

| 27 de setembro |  | Estados Unidos | 87–46 | Canadá |  | ČEZ Aréna, Ostrava |  |

| 28 de setembro |  | Canadá | 52–57 |  |  | ČEZ Aréna, Ostrava |  |

| 28 de setembro |  | Austrália | 62–52 | França |  | ČEZ Aréna, Ostrava |  |

| 28 de setembro |  | Bielorrússia | 61–107 | Estados Unidos |  | ČEZ Aréna, Ostrava |  |

| 29 de setembro |  | Grécia | – | Bielorrússia |  | ČEZ Aréna, Ostrava |  |

| 29 de setembro |  | França | – | Canadá |  | ČEZ Aréna, Ostrava |  |

| 29 de setembro |  | Estados Unidos | – | Austrália |  | ČEZ Aréna, Ostrava |  |

### Grupo F
| Time             | J | V | D | PP  | PC  | SP  | Pts |
| ---------------- | - | - | - | --- | --- | --- | --- |
| Espanha          | 5 | 5 | 0 | 396 | 278 | 118 | 10  |
| Rússia           | 5 | 5 | 0 | 375 | 275 | 100 | 10  |
| República Tcheca | 5 | 3 | 2 | 338 | 310 | 28  | 8   |
| Brasil           | 5 | 2 | 3 | 343 | 370 | -27 | 7   |
| Coreia do Sul    | 5 | 2 | 3 | 311 | 387 | -76 | 7   |
| Japão            | 5 | 1 | 4 | 332 | 389 | -57 | 6   |

| 27 de setembro |  | Japão | 59–86 | Espanha |  | Arena Vodova, Brno |  |

| 27 de setembro |  | República Tcheca | 96–65 | Coreia do Sul |  | Arena Vodova, Brno |  |

| 27 de setembro |  | Rússia | 76–53 | Brasil |  | Arena Vodova, Brno |  |

| 28 de setembro |  | Brasil | 93–91 | Japão |  | Arena Vodova, Brno |  |

| 28 de setembro |  | Espanha | 77–57 | República Tcheca |  | Arena Vodova, Brno |  |

| 28 de setembro |  | Coreia do Sul | 48–81 | Rússia |  | Arena Vodova, Brno |  |

| 29 de setembro |  | Japão | – | Coreia do Sul |  | Arena Vodova, Brno |  |

| 29 de setembro |  | República Tcheca | – | Brasil |  | Arena Vodova, Brno |  |

| 29 de setembro |  | Rússia | – | Espanha |  | Arena Vodova, Brno |  |

## Ligações Externas
- 2010 FIBA World Championship for Women official website
- Complete Brackets With Videos